# Зачосов, Вадим Александрович
Вадим Александрович Зачосов (укр. Вадим Олександрович Зачосов; род. 23 июля 1941, Петровск, Саратовская область) — украинский политик. Народный депутат Украины 3 созыва.

## Биография
Родился 23 июля 1941 года в Петровске Саратовской области в семье военнослужащего; русский. В 1958—1960 — фрезеровщик, слесарь Петровского завода «Молот». В 1960—1965 — студент Пензенского политехнического института, инженер-радиотехник. В 1965—1977 — инженер, старший инженер, начальник цеха, начальник отдела труда и зарплаты Петровского завода «Молот». в 1977—1988 — заместитель начальника планово-диспетчерского отдела, главный технолог, заместитель начальника, начальник цеха, старший инженер, 1988—1996 — начальник опытной участке Севастопольского приборостроительного завода «Парус» (АО «Парус»).
Член КПУ. Народный депутат Украины 2 созыва с 04.1996 (1-й тур) до 04.1998, Нахимовский выб. окр. N 46, г. Севастополь, выдвинут КПУ. Член Комитета по вопросам экономической политики, управления народным хозяйством. Член фракции коммунистов.
Народный депутат Украины 3 созыва 03.1998-04.2002, избирательный округ № 225, г. Севастополь. На время выборов: народный депутат Украины, член КПУ. Член Комитета по вопросам экономической политики, управления народным хозяйством, собственности и инвестиций (с 07.1998), член фракции КПУ (с 05.1998).
04.2002 — кандидат в народные депутаты Украины, избирательный округ № 225, г. Севастополь, выдвинут КПУ. За 20,26 %, 2 из 10 прет. На время выборов: народный депутат Украины, член КПУ.

## Награды
Орден «Знак Почета» (1985).

## Семья
- жена Надежда Петровна (1948) — экономист; имеет 3 дочерей и сына.

## Ссылка
- сайт ВРУ